# Sitges (sèrie de televisió)
Sitges és una sèrie de televisió produïda per Televisió de Catalunya, dirigida per Eduard Cortés i emesa per primer cop l'any 1996. La sèrie consta de 32 capítols de 54 minuts cadascun d'ells.

## Argument
Una sèrie de circumstàncies ha tornat a reunir a Sitges un grup de persones que, durant l'adolescència, havien estat amigues. Algunes són de Sitges i d'altres hi estiuejaven. Tenen uns trenta anys i estan ben situats professionalment: n'hi ha que tenen càrrecs en empreses immobiliàries i hoteleres, i n'hi ha que són petits empresaris o tenen professions liberals. A cada capítol s'entrecreuen diverses històries, les dels personatges de pas i les dels personatges habituals.

## Personatges
- Agustí Prada (Manel Barceló)
- Lluïsa Ortega (Marta Calvó)
- Irene Miravent (Laura Conejero)
- Víctor Carbonell (Marc Martínez)
- Cinta Albera (Victòria Pagès)
- Pere Soler (Carles Sabater)
- Vinyet Soler (Àngels Bassas)
- Joana Almirall (Àgata Roca)
- Jaume Ribes (Albert Pérez)
- Clara Dots (Vicenta N'Dongo)
- Rafael Vernet (Martí Peraferrer)
- Bernat Barrachina (Boris Ruiz)
- Max Stokley (Àlex Lloris)